# Joost Daalder
Joost Daalder (* 28. September 1939 in Bergen) ist ein niederländischer Anglist.

## Leben
Der Sohn Dirks Leonardus und Hendrikas Huberdina (Oversteegen) Daalder erwarb die Anschlüsse an der Universität Amsterdam 1960 Cand. Litt. und nach einem Harting Stipendium an der Edinburgh University (1960–1961) 1965 Drs. Litt. Von 1966 bis 1976 lehrte der Ehemann Geertruida Hermine Broekmans, die er am 15. Januar 1966 heiratete, an der University of Otago. Von 1976 bis 2001 lehrte der Vater Hester Elizabeths und Jeremy Richard Johns an der Flinders University – meistens im Bereich der englischen Renaissance-Literatur.
Seine Forschungsinteressen sind englische Renaissance-Literatur (1530–1660) (besonders Drama), Oscar Wilde, Shakespeare (und Zeitgenossen) und Wahnsinn in der Renaissance.

## Schriften (Auswahl)
- als Herausgeber: Sir Thomas Wyatt: Collected Poems (= Oxford Standard Authors). Oxford University Press, London u. a. 1975, ISBN 0-19-254167-6.
- als Herausgeber mit Michèle Fryar: Aspects of Australian culture. Tasman Pr., Adelaide 1982, ISBN 0-949537-00-4.
- als Herausgeber: Jasper Heywood: Thyestes of Seneca (= The new mermaids). Black, London 1988, ISBN 0510390102.
- als Herausgeber: Thomas Middleton und William Rowley: The Changeling (= The new mermaids). Black, London 1990, ISBN 0713632801.
- als Herausgeber: Thomas Dekker und Thomas Middleton: The Honest Whore, Part 1. Digital Renaissance Editions 2015.
- als Herausgeber: Thomas Dekker: The Honest Whore, Part 2. Digital Renaissance Editions 2015.